# Waki (Giappone)
Waki (和木町?) è una cittadina giapponese della prefettura di Yamaguchi.